# Козуличский сельсовет
Козу́личский сельсовет — упразднённая административная единица на территории Кировского района Могилёвской области Белоруссии.

## История
13 марта 2013 года Козуличский сельсовет упразднён, населённые пункты включены в состав Мышковичского сельсовета.

## Инфраструктура
На территории сельсовета расположены предприятия: подсобное хозяйство ОАО «Кировский РАПТС» и производственное подразделение СПК «Рассвет» им. К.П. Орловского, а также 1 фермерское хозяйство.

## Состав
Включает 11 населённых пунктов:
- Козуличи — деревня.
- Колодино — деревня.
- Костричская Слободка — деревня.
- Красница — деревня.
- Лески — деревня.
- Малиновка — деревня.
- Пацева Слобода — деревня.
- Подкозуличье — деревня.
- Подлесье — деревня.
- Подречье — деревня.
- Столпище — деревня.

Упразднённые населённые пункты на территории сельсовета:
- Узнога — деревня.